# Niago
Niago est une commune du Burkina Faso située dans le département de Baskouré de la province de Kouritenga dans la région du Centre-Est.